# برگ‌پهن شیلی
برگ‌پهن شیلی (نام علمی: Griselinia jodinifolia) نام یک گونه از سرده برگ‌پهن‌ها است.